# Stryhowo (gmina)
Stryhowo – dawna gmina wiejska istniejąca do 1928 roku w woj. poleskim (obecnie na Białorusi). Siedzibą gminy było Stryhowo.
W okresie międzywojennym gmina Stryhowo należała do powiatu kobryńskiego w woj. poleskim.
Gminę zniesiono 18 kwietnia 1928 roku, a jej obszar włączono do gminy Podolesie oraz do nowo utworzonych gmin Kobryń i Tewle.